# La Baconnière
La Baconnière település Franciaországban, Mayenne megyében. Lakosainak száma 1964 fő (2022. január 1.). La Baconnière Saint-Hilaire-du-Maine, Andouillé, Le Bourgneuf-la-Forêt, Chailland és Saint-Ouën-des-Toits községekkel határos.

## Népesség
A település népességének változása:
| Lakosok száma | 905  | 1037 | 1152 | 1467 | 1773 | 1888 | 1923 | 1923 | 1941 | 1964 |
|               | 1968 | 1982 | 1990 | 2006 | 2013 | 2015 | 2017 | 2019 | 2020 | 2022 |